# Lega C 2011 (football americano)
La Lega C 2011 è stata la 6ª edizione del campionato di football americano di secondo livello, organizzato dalla SAFV; è stato il primo campionato di terzo livello di football americano svizzero disputato dal 1999, anno della sua scomparsa.
Il campionato è formato da 4 squadre. Le prime due classificate dopo un girone all'italiana, si contendono la promozione in Lega B nella finale di Lega C, denominata Challenge Bowl.

## Squadre partecipanti
| Club              | Città     | Stadio | Sponsor ufficiale |
| ----------------- | --------- | ------ | ----------------- |
| Geneva Seahawks   | Ginevra   |        |                   |
| Neuchâtel Knights | Neuchâtel |        |                   |
| Lugano Lakers     | Lugano    |        |                   |
| Midland Bouncers  | Zugo      |        |                   |

## Stagione regolare

### Calendario

#### 1ª giornata
| Bellinzona 3 aprile 2011, ore 14:30 | Lugano Lakers | 0 – 13 | Midland Bouncers | Stadio Comunale, via V. Vela |

#### 2ª giornata
| Zugo 16 aprile 2011, ore 14:00 | Midland Bouncers | 6 – 12 | Neuchâtel Knights | Sportplatz, Riedmatt 41 |

| Ginevra 17 aprile 2011, ore 15:00 | Geneva Seahawks | 51 – 0 | Lugano Lakers | Centre Sportif de Vessy, route de Vessy 29 |

#### 3ª giornata
| Neuchâtel 23 aprile 2011, ore 18:00 | Neuchâtel Knights | 6 – 29 | Geneva Seahawks | Terrain de Sport, chemin du Chanet 34 |

#### 4ª giornata
| Ginevra 1º maggio 2011, ore 14:00 | Geneva Seahawks | 50 – 0 | Midland Bouncers | Centre Sportif de Vessy, route de Vessy 29 |

#### 5ª giornata
| Bellinzona 15 maggio 2011, ore 14:00 | Lugano Lakers | 0 – 31 | Neuchâtel Knights | Stadio Comunale, via V. Vela |

#### 6ª giornata
| Ginevra 29 maggio 2011, ore 14:00 | Geneva Seahawks | 50 – 0 | Neuchâtel Knights | Centre Sportif de Vessy, route de Vessy 29 |

#### 7ª giornata
| Tenero 5 giugno 2011, ore 15:00 | Lugano Lakers | n.d. – n.d. | Geneva Seahawks | Campo Sportivo Comunale, via Brere |

| Neuchâtel 5 giugno 2011, ore 16:00 | Neuchâtel Knights | 8 – 6 | Midland Bouncers | Terrain de Sport, chemin du Chanet 34 |

#### 8ª giornata
| Zugo 11 giugno 2011, ore 14:00 | Midland Bouncers | 50 – 0 d.g.s. | Geneva Seahawks | Sportplatz, Riedmatt 41 |

#### 9ª giornata
| Neuchâtel 18 giugno 2011, ore 14:00 | Neuchâtel Knights | 33 – 3 | Lugano Lakers | Terrain de Sport, chemin du Chanet 34 |

#### 10ª giornata
| Zugo 26 giugno 2011, ore 14:00 | Midland Bouncers | 6 – 2 | Lugano Lakers | Sportplatz, Riedmatt 41 |

### Classifica
La classifica della regular season è la seguente:
- PCT = percentuale di vittorie, G = partite giocate, V = partite vinte, P = partite perse, PF = punti fatti, PS = punti subiti
- Le prime due classificate si sfidano nel Challenge Bowl per la partecipazione alla Lega B 2012 (verde)

| Pos. | Squadra           | PCT  | G | V | P | PF  | PS  |
| ---- | ----------------- | ---- | - | - | - | --- | --- |
| 1    | Geneva Seahawks   | .800 | 5 | 4 | 1 | 180 | 56  |
| 2    | Neuchâtel Knights | .667 | 6 | 4 | 2 | 90  | 94  |
| 3    | Midland Bouncers  | .500 | 6 | 3 | 3 | 81  | 72  |
| 4    | Lugano Lakers     | .000 | 5 | 0 | 5 | 5   | 134 |

### I Challenge Bowl
| 3 luglio 2011 | Geneva Seahawks | 52 – 6 | Neuchâtel Knights |  |

## Verdetti
- Geneva Seahawks promossi in Lega B 2012